# Windows NT 3.1
Windows NT 3.1x (1993) (chiamato in codice OS/2 3.0 e NT OS/2), fu la prima release di Windows NT, il sistema operativo a 32 bit di Microsoft dedicato ai server, distribuito il 27 luglio 1993. Il numero di versione fu scelto per omogeneità con Windows 3.1, che era allora la versione più aggiornata dell'ambiente operativo per PC di Microsoft e che aveva un'interfaccia utente simile. Di NT 3.1 furono distribuite due versioni, Windows NT 3.1 e Windows NT Advanced Server.

## Descrizione
Lo sviluppo di Windows NT fu avviato nel novembre 1988, dopo che Microsoft assunse da Digital Equipment Corporation un gruppo di sviluppatori guidato da Dave Cutler. In effetti molti elementi del progetto riflettono l'esperienza di sviluppo dei sistemi operativi DEC VMS e RSX-11. Il sistema operativo fu progettato per essere eseguito su diverse architetture con processori come Intel x86, DEC Alpha, e MIPS R4000.
L'indipendenza del sistema operativo dalle piattaforme hardware su cui girava era garantita da un modulo chiamato HAL (Hardware Abstraction Layer).
In quel periodo Digital aveva appena bloccato il progetto del successore di VMS, chiamato "Mica", e insieme a Dave Cutler passarono a Microsoft molta esperienza e molti programmatori. Digital accusò Cutler di aver portato con sé in Microsoft anche i sorgenti di Mica, e ne derivò una causa legale. Come spesso accade negli Stati Uniti, l'accusa fu ritirata in seguito a trattativa privata, con Microsoft che accettò di pagare 150 milioni di dollari e di supportare in Windows NT il microprocessore DEC Alpha di Digital.
La prima dimostrazione pubblica di Windows NT, allora chiamato "Windows Advanced Server for Lan Manager", avvenne nell'agosto del 1991, mentre l'annuncio ufficiale avvenne al Comdex di Atlanta in Georgia nella primavera del 1993.
Windows NT fu il primo sistema operativo ad utilizzare nativamente Unicode.
Il progetto era chiamato inizialmente "NT OS", nome che si ritrova ancora nel nome del file del kernel di Windows NT, ntoskrnl.exe. Dato che avrebbe dovuto essere il successore di OS/2, un nome più ufficiale del progetto era "NT OS/2": questo nome resta ancora in alcuni file del software development kit di Windows NT.
Nonostante "NT OS/2" sia stato poi distribuito come "Windows NT", è largamente compatibile con le applicazioni OS/2 e i volumi HPFS.
Windows NT aveva caratteristiche che lo rendevano adatto per il mercato di server LAN (che nel 1993 stava conoscendo un rapido successo), grazie alle opzioni avanzate di networking di cui disponeva, e grazie all'efficienza del nuovo file system NTFS. La successiva versione 3.5, seguita a breve distanza dalla versione 3.51, segnarono l'inizio dell'ascesa di Microsoft in questo segmento di mercato, che negli anni seguenti avrebbe finito con il dominare a spese di Novell.

## Edizioni
- Windows NT 3.10 Workstation
- Windows NT 3.10 Advanced Server
- Windows NT 3.10J Workstation (Windows NT 3.1 Workstation Japanese Edition)
- Windows NT 3.10J Advanced Server (Windows NT 3.1 Advanced Server Japanese Edition)